# Aligarh (divisie)

Ligging in Uttar Pradesh

Aligarh is een divisie binnen de Indiase deelstaat Uttar Pradesh. Deze divisie bestaat uit de volgende vier districten:
- Aligarh
- Etah
- Hathras
- Kasganj